# Flavia Biondi
Pour les articles homonymes, voir Biondi.
Flavia Biondi est une auteure de bande dessinée Italienne née en 1988 à Castelfiorentino.

## Biographie
Flavia Biondi se forme à l'Académie des beaux-arts de Bologne ; en 2012, avec d'autres étudiants, elle fonde le label indépendant Manticora Autoproduzioni et, en parallèle, Ren Books (Bologne) publie ses premières narrations. En termes d'influences, elle déclare admirer les travaux de Craig Thompson, Ai Yazawa, Kentaro Miura, Terry Moore, Manu Larcenet, Fuyumi Soryo, Andrea Accardi, Takehiko Inoue, Jeff Lemire, David Mazzucchelli, Frank Miller.
En 2020 paraît la traduction française du roman graphique Les Générations, l'histoire d'un homme revient dans sa famille alors qu'il ne l'a pas vue depuis son coming out et redécouvre ses proches. L'album est chroniqué sur BD Gest', Têtu, Le Devoir, PopMatters et dans d'autres médias,.
Sur un scénario d'Ann Nocenti, elle dessine Ruby Falls, d'abord sous forme de minisérie en cinq numéros pour Dark Horse Comics ; Bao Publishing publie l'ouvrage en version italienne. Il s'agit d'un roman graphique de type thriller,.

## Œuvres

### En français
- Les Générations, trad. Federica Giuliano, Glénat, 2020  (ISBN 978-2-344-03082-0)
- La Juste mesure, trad. Federica Giuliano, Glénat, 2020  (ISBN 978-2-344-03083-7)

### En italien
- Barba di perle, Ren Books, 2012  (ISBN 978-88-906262-4-1)
- L’orgoglio di Leone, Ren Books, 2014  (ISBN 978-8890918513)
- Ruby Falls (dessin), scénario d'Ann Nocenti, Bao Publishing, 2020  (ISBN 978-88-3273-465-2)